# Motorsport i Schweiz
Schweiz är det enda landet i världen som officiellt förbjudit motorsport från att arrangeras inom landets gränser. Trots det har Schweiz haft åtskilliga talangfulla förare, samt det framgångsrika teamet Sauber.

## Verksamhet

### Förbudet
1955 års Le Mans 24-timmars slutade i en tragisk katastrof med 84 döda åskade plus föraren Pierre Levegh, sedan dennes silverpil Mercedes-Benz flugit upp på läktaren i ett eldhav och exploderat. Fram till dess hade Schweiz arrangerat Schweiz Grand Prix i formel 1, samt en tävling i Grand Prix för motorcyklar. Schweiz var ett av flera europeiska länder som förbjöd aktiv motorsport att bedrivas i landet, men när övriga länders förbud snart revs upp stod Schweiz kvar, och även om en kammare i parlamentet röstade för legalisering 2007, föll det på en annan instans i maj 2009. Det enda som tillåtits i Schweiz är mindre backtävlingar på avspärrade vägar.

### Förare

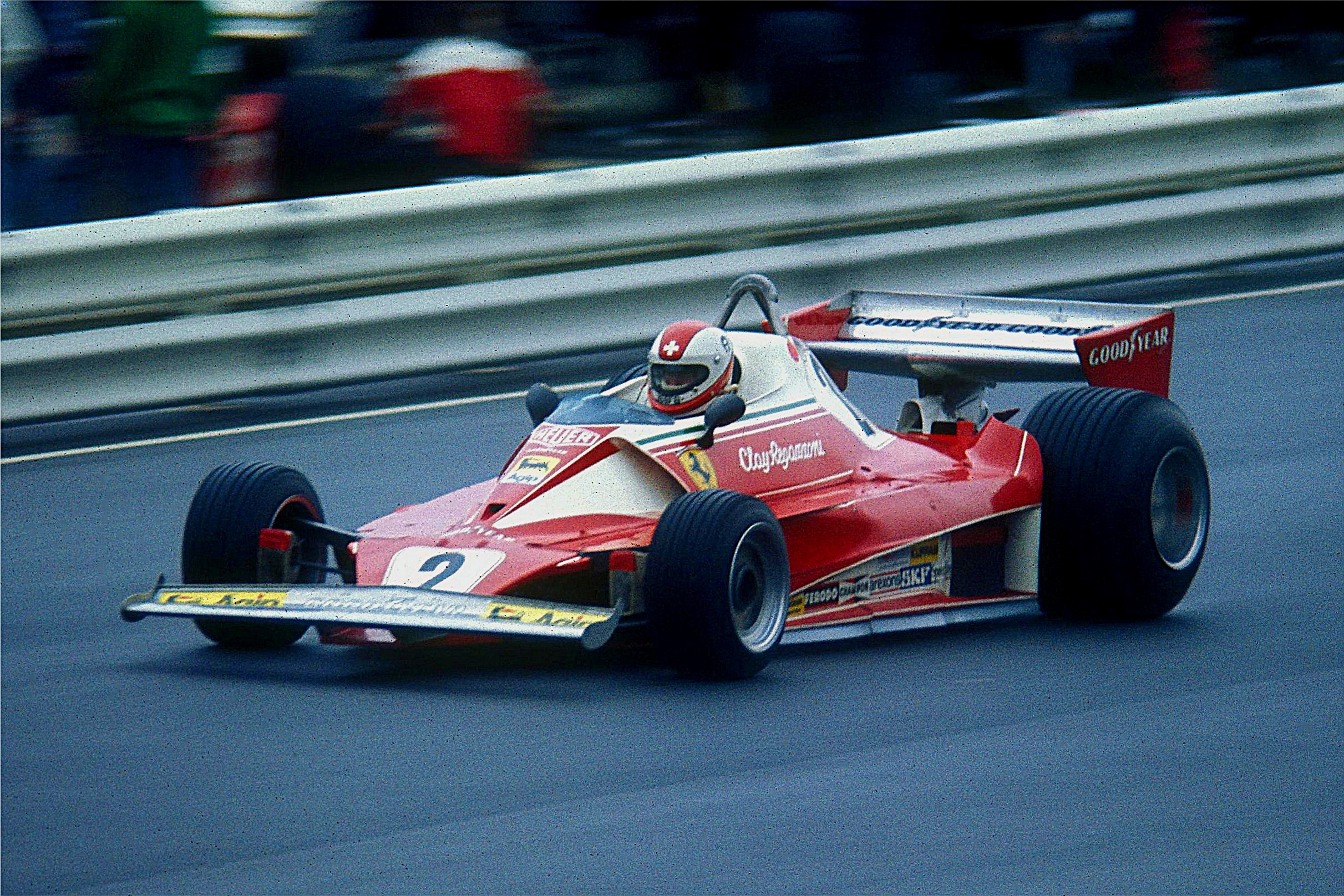
Clay Regazzoni på Nürburgring i en Ferrari 1976.

Både före och efter förbudet har Schweiz producerat en rad talangfulla förare, både på bil och motorcykelscenen. På motorcykelsidan är Luigi Taveri den mest framgångsrika. Han kom ifrån den italiensktalande delen av landet, och tävlade i inledningen av sin karriär för Italien, innan han bytte till hemlandet. Han kom att vinna 125cc-titeln vid flera tillfällen och var Schweiz första internationella stjärna inom racing.
Inom racingen med bilar var det Clay Regazzoni som nådde bäst resultat av schweiziska förare, med en andraplats i formel 1-VM 1974 när han körde för Scuderia Ferrari. Regazzoni blev även trea under sin debutsäsong 1970, och vann Italiens Grand Prix vid två tillfällen, vilket gjorde honom till en legend bland Ferraris supportrar. Efter att ha tagit Williams första seger under säsongen 1979 gick Regazzoni till Ensign Racing, där han kraschade så illa att han blev förlamad. Han levde ändå ett aktivt liv fram till sin död i en trafikolycka 2006.
Jo Siffert är den andre schweizaren som vunnit ett Grand Prix-lopp i VM, med ett par segrar under slutet av 1960-talet och början av 1970-talet. Siffert ansågs vara en väldigt duktig förare, som även nådde framgångar när han tävlade med sportvagnar, men han avled på banan 1971.

### Sauber

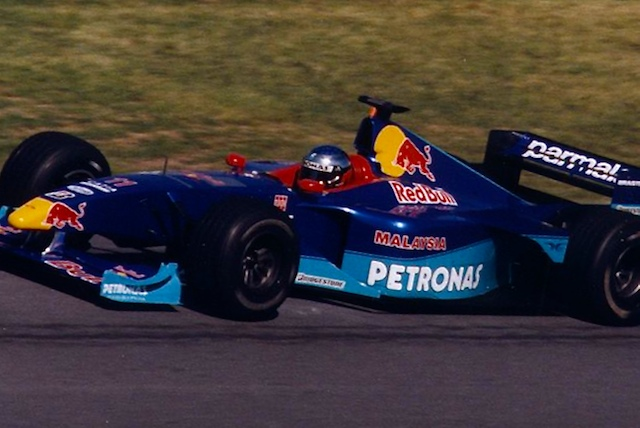
Saubers Jean Alesi i samband med Kanadas Grand Prix 1999.

Peter Sauber grundade sitt eget team för att tävla i backtävlingar 1970, och blev snart väldigt framgångsrik. Efter det gick hans team över till sportvagnar, där han fick kontrakt med Mercedes-Benz att bygga deras bilar i en fabriksunderstödd satsning på att vinna Le Mans 24-timmars. Sauber-Mercedes-bilarna var oerhört snabba mot slutet av 1980-talet och 1989 tog tyskarna Jochen Mass och Manuel Reuter, samt svensken Stanley Dickens, segern i Le Mans. Sauber vann även Sportvagns-VM såväl 1989 som 1990, innan man planerade att gå in i formel 1 tillsammans med Mercedes. Dock drog sig biljätten ur en direkt fabrikssatsning, men stallet kunde ändå fungera som testteam för Mercedes nya motorer.
Saubers ursprungliga skapelse vann aldrig något Grand Prix, men gjorde tillräckligt bra resultat för att han skulle kunna sälja verksamheten till BMW till säsongen 2006. BMW lät teamet stanna kvar i schweiziska Hinwil, och vann en deltävling tack vare Robert Kubica, med stallet baserat där, innan man plötsligt drog sig ur efter säsongen 2009. Sauber köpte tillbaka stallet och deltar säsongen 2010 åter som stallägare.